# Cylinderblock

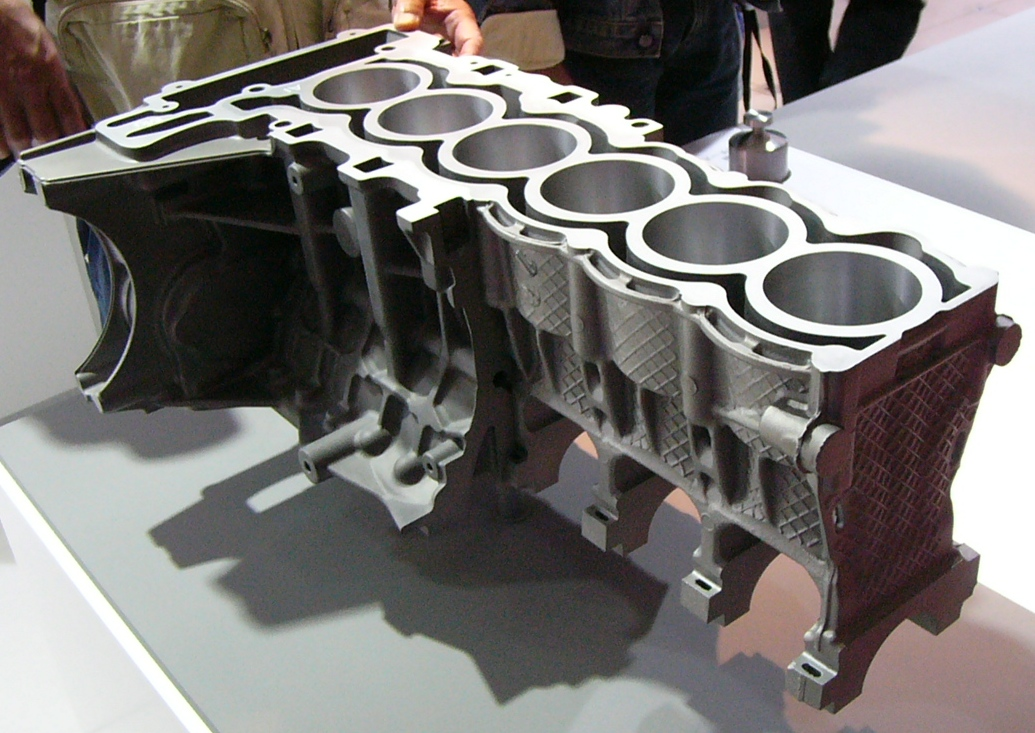
Ett cylinderblock med pressgjutna detaljer av aluminium och magnesium.

Cylinderblock är en beståndsdel i en kolvmotor, och benämns ofta "motorblock". Ett cylinderblock innehåller cylinderformade håligheter i vilka kolvar rör sig. Med hjälp av vevstake och vevaxel omvandlas kolvens linjära rörelse till vevaxelns cirkulära. Cylinderblocket är motorns huvuddel, och i detta monteras motorns övriga delar, till exempel topplocket, som innehåller de ventiler som släpper in och ut gaser i utrymmet mellan kolven och cylinderns topp. I cylinderblocket finns även nödvändiga kanaler för smörjmedel och kylning.
Cylinderblock används i de flesta förbränningsmotorer med vätskekylning, luftkylda motorer har ofta separata cylindrar. Cylinderblock är oftast gjutna i ett stycke och kan innehålla varierande antal cylindrar, vanligast mellan en och 16. De flesta personbilar har fyrcylindriga motorer, men det är också vanligt med tre-, fem-, sex- och åttacylindriga motorer.